# Janis Antiste
Janis Antiste (Tolosa, 18 agosto 2002) è un calciatore francese, attaccante del Rapid Vienna in prestito dal Sassuolo.

## Caratteristiche tecniche
Il suo ruolo naturale è prima punta, ma Antiste può giocare anche da ala destra, ruolo ricoperto spesso nelle giovanili. È un attaccante rapido e dinamico, con una discreta velocità d’esecuzione. Una delle sue grandi qualità è la rapidità in campo aperto, che unita a un ottimo senso del gol lo rendono pericolosissimo in ripartenza.

## Carriera

### Club
Cresciuto nelle giovanili del Tolosa, il 13 ottobre 2019 Antiste passa in prima squadra dove esordisce in Ligue 1 il 5 febbraio 2020 in occasione della partita persa 1-0 contro lo Strasburgo.
Il 25 agosto 2021 viene acquistato dallo Spezia, con cui firma un contratto quinquennale. Tre giorni dopo esordisce con i liguri nella sconfitta per 6-1 contro la Lazio. Il 22 settembre segna la sua prima rete in serie A, portando momentaneamente in vantaggio i liguri nella partita contro la Juventus, persa poi per 2-3.
Il 31 agosto 2022 il Sassuolo ne comunica l'acquisto a titolo temporaneo con obbligo di riscatto. Il 2 ottobre, nel debutto ufficiale con i neroverdi segna il gol del definitivo 5-0 con cui viene sconfitta la Salernitana, dopo essere entrato in campo al posto di Emil Ceide.
Tuttavia coi neroverdi (da cui è stato riscattato) trova poco spazio, e il 27 gennaio viene ceduto nuovamente in prestito, questa volta all'Amiens.
Il 1º settembre 2023 viene ceduto in prestito alla Reggiana.Il giorno dopo esordisce nel campionato di serie B entrando al 72’ minuto, contro il Parma, partita conclusa sul risultato di 0-0.Il 28 ottobre segna la sua prima rete con gli emiliani, nonché prima in serie B nel successo per 3-0 in casa della Feralpisalò. Rimasto inizialmente nella rosa dei neroverdi nel frattempo retrocessi in serie B, per la stagione 2024/2025, il 24 agosto 2024 apre le marcature nel successo casalingo per 2-1 contro il Cesena. . Il 3 febbraio 2025 viene ufficializzato il suo passaggio in prestito al Norimberga., poi rientrato dopo 5 reti in 12 presenze, il 17 luglio 2025 viene ceduto in prestito al Rapid Vienna. 

### Nazionale
Ha giocato nelle nazionali giovanili francesi Under-16, Under-17, Under-20 ed Under-21.

## Statistiche

### Presenze e reti nei club
Statistiche aggiornate al 27 ottobre 2024.
| Stagione        | Squadra         | Campionato      | Campionato | Campionato | Coppe nazionali | Coppe nazionali | Coppe nazionali | Coppe continentali | Coppe continentali | Coppe continentali | Altre coppe | Altre coppe | Altre coppe | Totale | Totale |
| Stagione        | Squadra         | Comp            | Pres       | Reti       | Comp            | Pres            | Reti            | Comp               | Pres               | Reti               | Comp        | Pres        | Reti        | Pres   | Reti   |
| --------------- | --------------- | --------------- | ---------- | ---------- | --------------- | --------------- | --------------- | ------------------ | ------------------ | ------------------ | ----------- | ----------- | ----------- | ------ | ------ |
| 2019-2020       | Tolosa 2        | N3              | 5          | 1          | -               | -               | -               | -                  | -                  | -                  | -           | -           | -           | 5      | 1      |
| 2019-2020       | Tolosa          | L1              | 1          | 0          | CF+CdL          | 0               | 0               | -                  | -                  | -                  | -           | -           | -           | 1      | 0      |
| 2020-2021       | Tolosa          | L2              | 30+1       | 7          | CF              | 4               | 1               | -                  | -                  | -                  | -           | -           | -           | 35     | 8      |
| lug.-ago. 2021  | Tolosa          | L2              | 3          | 0          | CF              | -               | -               | -                  | -                  | -                  | -           | -           | -           | 3      | 0      |
| Totale Tolosa   | Totale Tolosa   | Totale Tolosa   | 34+1       | 7          |                 | 4               | 1               |                    | -                  | -                  |             | -           | -           | 39     | 8      |
| ago. 2021-2022  | Spezia          | A               | 18         | 1          | CI              | 1               | 0               | -                  | -                  | -                  | -           | -           | -           | 19     | 1      |
| 2022-2023       | Sassuolo        | A               | 2          | 1          | CI              | 0               | 0               | -                  | -                  | -                  | -           | -           | -           | 2      | 1      |
| gen.-giu. 2023  | Amiens          | L2              | 14         | 1          | CF              | -               | -               | -                  | -                  | -                  | -           | -           | -           | 14     | 1      |
| 2023-2024       | Reggiana        | B               | 28         | 4          | CI              | 1               | 0               | -                  | -                  | -                  | -           | -           | -           | 29     | 4      |
| 2024-2025       | Sassuolo        | B               | 3          | 1          | CI              | 1               | 0               | -                  | -                  | -                  | -           | -           | -           | 4      | 1      |
| Totale Sassuolo | Totale Sassuolo | Totale Sassuolo | 5          | 2          |                 | 1               | 0               |                    | -                  | -                  |             | -           | -           | 6      | 2      |
| Totale carriera | Totale carriera | Totale carriera | 104+1      | 16         |                 | 7               | 1               |                    | -                  | -                  |             | -           | -           | 112    | 17     |

### Cronologia presenze e reti in nazionale
| Cronologia completa delle presenze e delle reti in nazionale ― Francia under 21 | Cronologia completa delle presenze e delle reti in nazionale ― Francia under 21 | Cronologia completa delle presenze e delle reti in nazionale ― Francia under 21 | Cronologia completa delle presenze e delle reti in nazionale ― Francia under 21 | Cronologia completa delle presenze e delle reti in nazionale ― Francia under 21 | Cronologia completa delle presenze e delle reti in nazionale ― Francia under 21 | Cronologia completa delle presenze e delle reti in nazionale ― Francia under 21 | Cronologia completa delle presenze e delle reti in nazionale ― Francia under 21 |
| Data                                                                            | Città                                                                           | In casa                                                                         | Risultato                                                                       | Ospiti                                                                          | Competizione                                                                    | Reti                                                                            | Note                                                                            |
| ------------------------------------------------------------------------------- | ------------------------------------------------------------------------------- | ------------------------------------------------------------------------------- | ------------------------------------------------------------------------------- | ------------------------------------------------------------------------------- | ------------------------------------------------------------------------------- | ------------------------------------------------------------------------------- | ------------------------------------------------------------------------------- |
| 12-10-2021                                                                      | Belgrado                                                                        | Serbia under 21                                                                 | 0 – 3                                                                           | Francia under 21                                                                | Qual. Europeo Under-21 2023                                                     | -                                                                               | 79’                                                                             |
| Totale                                                                          |                                                                                 | Presenze                                                                        | 1                                                                               |                                                                                 | Reti                                                                            | 0                                                                               |                                                                                 |